# Аеробиологија
Аеробиологија је једна од биолошких наука која се бави проучавањем биолошког порекла честица у ваздуху, њиховим транспортом и међуделовањем. Аеробиолошка истраживања имају значај у медицини, пољопривреди, шумарству, климатологији и форензици.

## Област проучавања
Аеробиологија као област биологије, интердисциплинарна је наука која проучава честице биолошког порекла присутне у атмосфери, принципе транспорта, особађања, депозиције и њихов утицај у екосистему.
Разноликост и састав паоленског спектра одраз је флоре и вегетације одређеног подручја. Према бројним аеробиолошким студијама, поједини типови полена показују карактеристичан ритам појављивања током дана, који је у директној вези са екологијом и особинама полена неке биљне врсте и микроклиматским факторима подручја. Праћење полена у ваздуху омогућава идентификацију типова полена који узрокују преостљивост на полен на одређеном географском подручју.
Најчешћи предмет проучавања аеробиологије су полен и споре, честице које имају изузетно велику улогу у појави инхалаторних алергија.

### Аеробиологија у алергологији
Како аеробиолошки услови подручја на коме живе пацијенти битно утичу на лечење лекарима (алерголозима), при праћењу болести и одређивању терапије, изузетно је важно сазнања ове научне гране.
Зато је предвиђање и прогноза концентрација алергогених честица главна област истраживања аеробиологије која има велики значај у алергологија, јер представља велику помоћ лекарима у терапији а болесницима у превенцији и лечењу.

## Циљ аеробиолошких истраживања
Аеробиолошких истраживања имају за циљ да утврде концентрације алерголошко значајних честица у ваздуху, и на основу добијених података, и одређених метеоролошких параметара прогнозирају њихову појаву у ваздуху.

## Методе узорковања у аеробиологији
У историји аеробиологије, за узорковање полена и спора користиле су се разничити облици и различите методе узорковања, тако да су се основне метода узорковања алергогених честица (полена и спора) мењале током историје од гравиметријске до данас савремене волуметријске методе, мада су аналитичке методе које се заснивају на морфологији полена у суштини до данас остале исте.
Хаид је први 1972. године сумирао карактеристике које мора имати узоркивач алергогених честица.
- Једноставност конструкције
- Једноставност руковања
- Независност о извору енергије за напајање
- Ефикасност узорковања
- Независност од брзини ветра
- Узорковање свих честица у ваздуху распона величине од 3-50 Пм
- Могућност добијања волуметријског резултата
- Могућност дуготрајног континуираног узорковања.

Аеробиолошке методе које се до данас примењују, у начелу, користе две основне технике узорковања гравиметријску и волуметријску методу.

### Волуметријска метода
Волуметријска метода је данас једина призната метода у аеробиологији и користи се према препоруци EAACI (European Academy of Allergy and Clinical Immunology) пододбора „Aerobiology and Environmental Aspects of Inhalant Allergens“.
Узорковање се врши волуметријским сакупљачем спора и полена са уграђеном вакуум пумпом протока 10 l/min. Уређај је прилагођен за прикупљање честица из ваздуха попут спора или поленских зрнаца. Поставља се приближно 15 m изнад тла, удаљен од високих зграда или других препрека.
Очитавање се врши бројањем поленских зрнаца под микроскопом на повећању од 400 пута. Обрадом добијених података утврђује се укупна дневна концентрација и период дана у коме је концентрација полемских зрнаца била највећа.

### Гравиметријска метода
Ово је најједноставнија метода која се заснива на принципу таложења честица на хоризонталну површину намазану неким адхезивним средством. Обично је то предметно стакалце постављено у кућиште узоркивача.
Недостаци
Овакав тип узорковања има више недостатака:
- Први у природном окружењу већина честица не исталожис е у узоркивачу због хоризонталних ваздушних струјања која транспортују честице.
- Други, из оваквог узорковања није познат волумен ваздуха, па је немогуће израчунати концентрацију честица, која се изражава бројем честица у кубном метру ваздуха.
- Трећи, узорак полена или спора није репрезентативан, јер је у узорку најзаступљенији полен локалних биљака које се налазе у близини узоркивача.[5][6]

Ова метода узорковања због бројних недостатака у аеробиологији више се не користи.